# Хани Брук (Пенсилванија)
Хани Брук (енгл. Honey Brook) град је у америчкој савезној држави Пенсилванија.

## Демографија
По попису из 2010. године број становника је 1.713, што је 426 (33,1%) становника више него 2000. године.
| Група             | 2000.         | 2010.         |
| Белци             | 1.255 (97,5%) | 1.594 (93,1%) |
| Афроамериканци    | 3 (0,2%)      | 18 (1,1%)     |
| Азијати           | 1 (0,1%)      | 3 (0,2%)      |
| Хиспаноамериканци | 13 (1,0%)     | 60 (3,5%)     |
| Укупно            | 1.287         | 1.713         |